# Trophée Barthés 2023
El Trophée Barthés del 2023 fue la sexta edición del torneo africano de rugby para jugadores de hasta 20 años (M20).
El torneo se disputó en la ciudad de Nairobi, Kenia.
El campeón clasificó al Trofeo Mundial de Rugby Juvenil 2023.

## Equipos participantes
- Selección juvenil de rugby de Costa de Marfil
- Selección juvenil de rugby de Kenia
- Selección juvenil de rugby de Madagascar
- Selección juvenil de rugby de Namibia
- Selección juvenil de rugby de Túnez
- Selección juvenil de rugby de Uganda
- Selección juvenil de rugby de Zambia
- Selección juvenil de rugby de Zimbabue

## Desarrollo

### Cuartos de final
| 22 de abril | Kenia | 44 - 20 | Uganda |  |  |

| 22 de abril | Namibia | 20 - 12 | Zambia |  |  |

| 22 de abril | Zimbabue | 55 - 0 | Costa de Marfil |  |  |

| 22 de abril | Madagascar | 16 - 54 | Túnez |  |  |

### Semifinales Quinto puesto
| 26 de abril | Costa de Marfil | 16 - 11 | Madagascar |  |  |

| 26 de abril | Uganda | 13 - 21 | Zambia |  |  |

### Semifinales Campeonato
| 26 de abril | Kenia | 24 - 13 | Namibia |  |  |

| 26 de abril | Zimbabue | 60 - 6 | Túnez |  |  |

### Séptimo puesto
| 30 de abril | Madagascar | 17 - 21 | Uganda |  |  |

### Quinto puesto
| 30 de abril | Costa de Marfil | 27 - 20 | Zambia |  |  |

### Tercer puesto
| 30 de abril | Namibia | 25 - 20 | Túnez |  |  |

### Final
| 30 de abril | Kenia | 7 - 28 | Zimbabue |  |  |

| Bandera de Zimbabue |
| Campeón Zimbabue    |
| Segundo título      |